# Ѱ
Ѱ, ѱ（称呼为пси, psi）是一个早期西里尔字母，由希腊字母Ψ演变而成。ѱ在1708年之後的俄语已不再使用。

## 音值
代表／ps／。

## 参看
- Ψ ψ（希腊字母）